# Hochschule für Musik Carl Maria von Weber Dresden
Die Hochschule für Musik Carl Maria von Weber Dresden ist eine staatliche berufsbildende Einrichtung auf Universitätsniveau. Als privates Konservatorium am 1. Februar 1856 gegründet, erlangte sie nach dem Ende des Zweiten Weltkriegs den Status einer Hochschule. Zu Beginn des Sommersemesters 2023 waren rund 701 Studierende an der Hochschule eingeschrieben.

## Geschichte

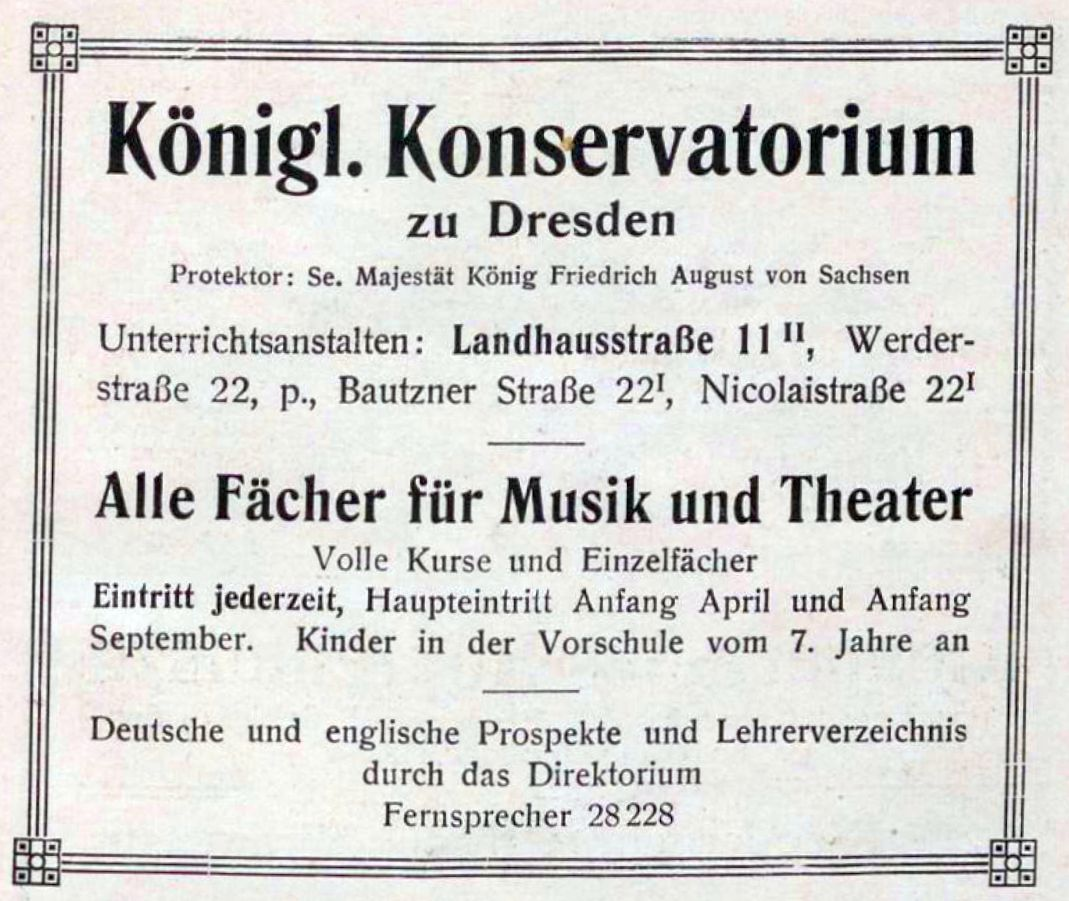
Werbung für Königliches Konservatorium (1914)

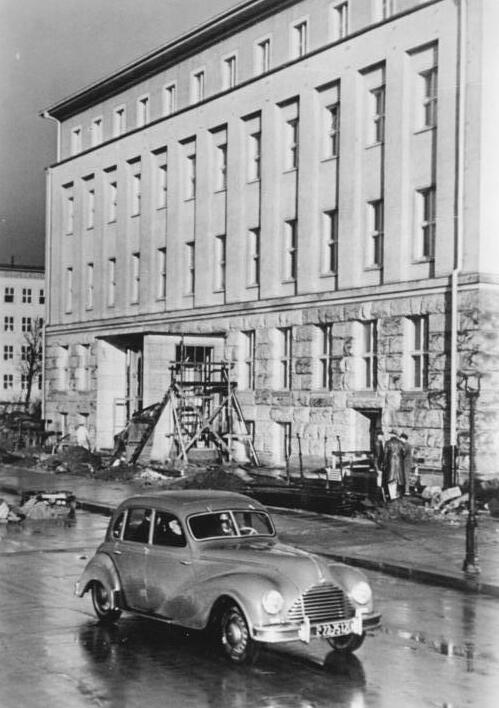
Hochschule für Musik 1952

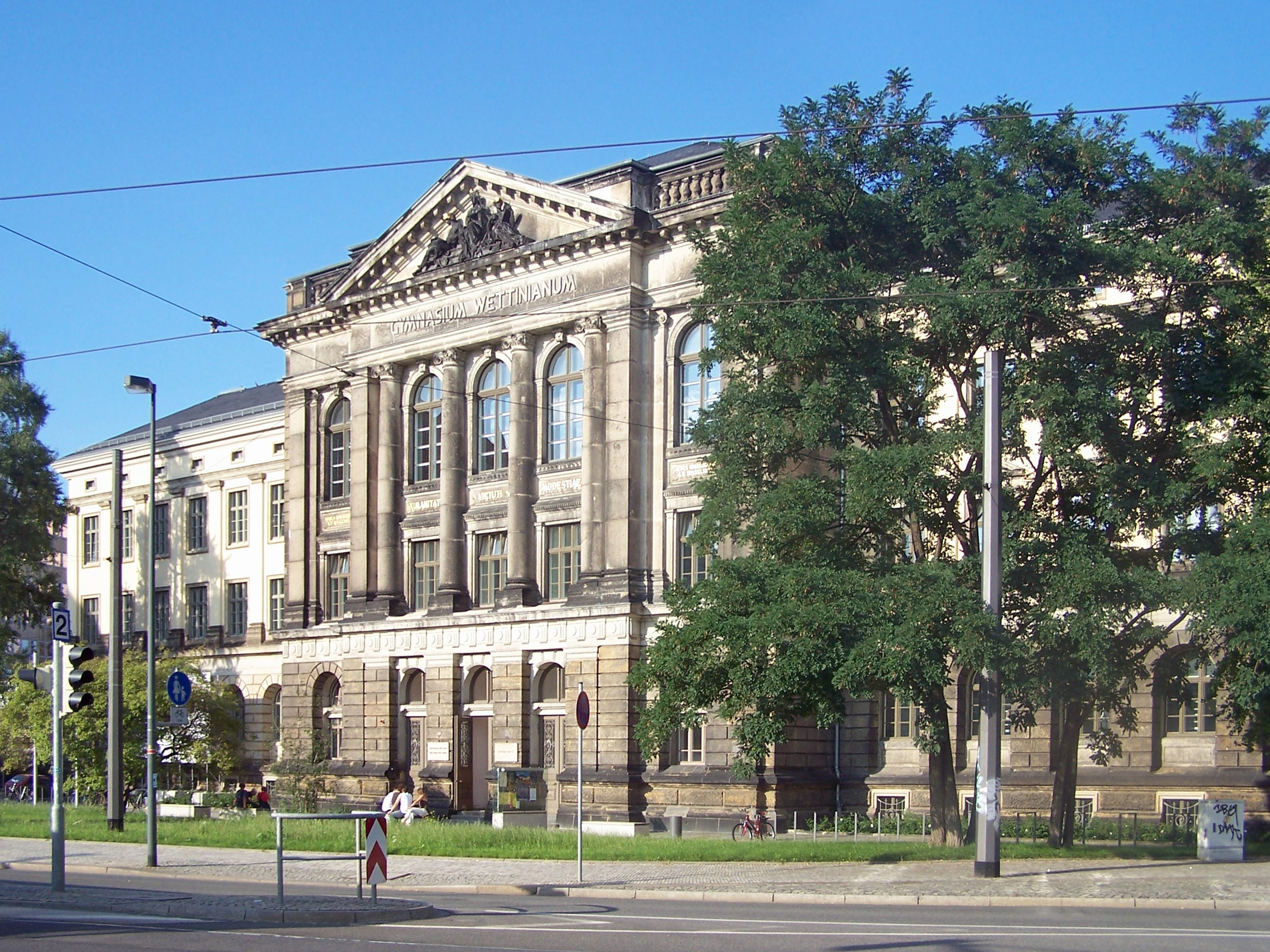
Hauptgebäude Wettiner Gymnasium

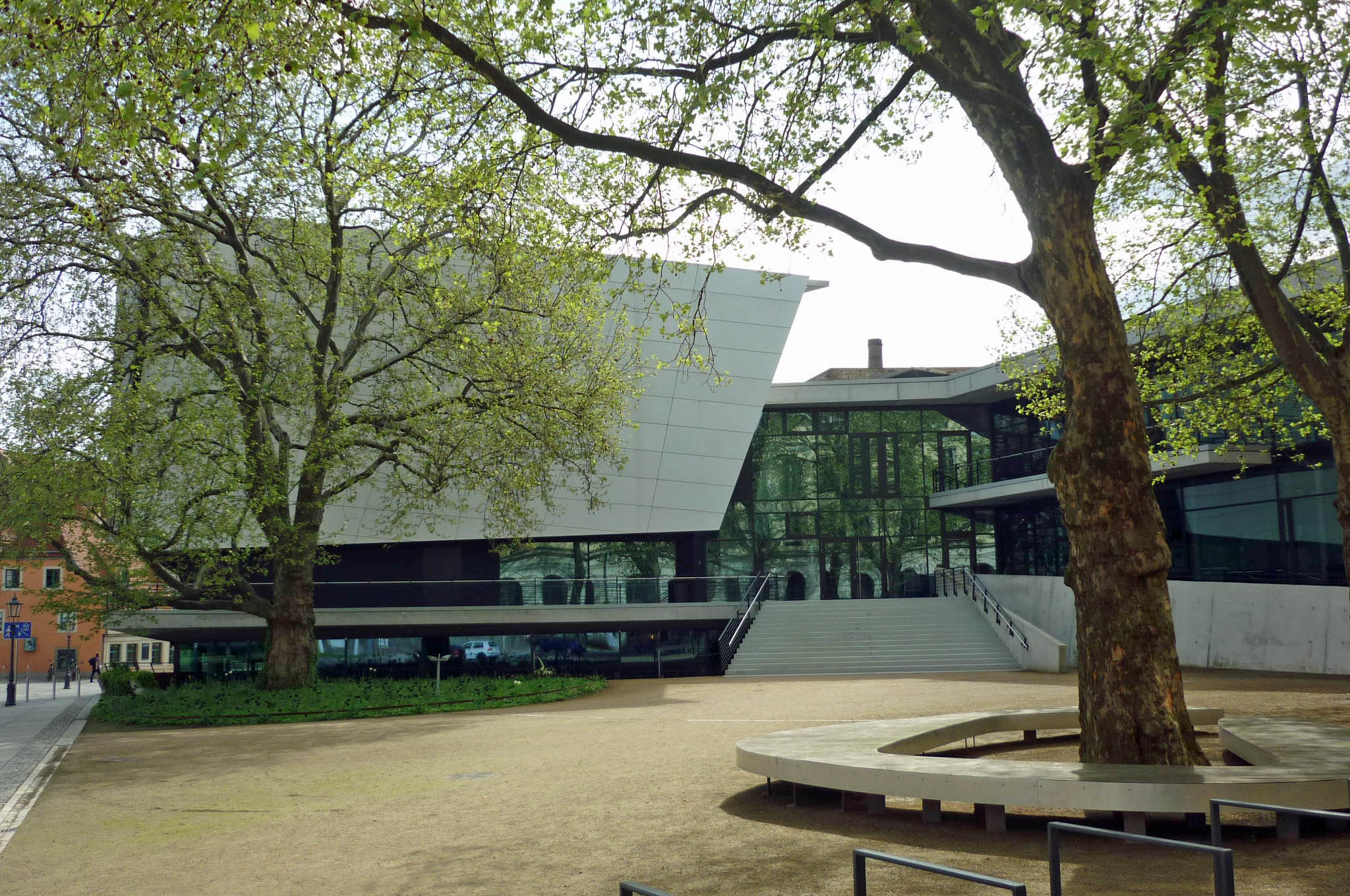
Gebäude des neuen Konzertsaals

Die heutige Musikhochschule wurde am 1. Februar 1856 vom Kammermusiker Friedrich Tröstler als privates Konservatorium gegründet. Er verkaufte es 1859 an Friedrich Pudor. Unter dessen Leitung erhielt die Einrichtung 1881 das Prädikat Königliches Konservatorium. Damit hob sie sich unter vielen konkurrierenden privaten Musikschulen im Dresden jener Zeit hervor. Der Hauptsitz des Konservatoriums befand sich in der Landhausstraße 11. In der Bautzner Straße, zwischenzeitlich in der Werderstraße und der Haydnstraße sowie später in der Nicolaistraße gab es Zweigstellen.
Künstlerischer Leiter war spätestens ab 1861 bis zu seinem Tod 1877 Julius Rietz, der 1860 von Leipzig nach Dresden gekommen war.
Nachfolger wurde Franz Wüllner, der am 13. Juli 1884 feierlich als Direktor verabschiedet wurde und Dresden aufgrund von Intrigen insbesondere in Bezug auf seine Kapellmeistertätigkeit verließ. Von 1884 bis 1890 war Hofkapellmeister Adolf Hagen zugleich auch Künstlerischer Direktor des Konservatoriums.
1887 übernahm Heinrich Pudor die Leitung von seinem Vater. Weil er mit seinem Konzept, ausschließlich auf deutsche Musik zu setzen, auf heftige Kritik stieß, verkaufte er das Konservatorium 1890 an Eugen Krantz, der hier schon seit 1869 gelehrt hatte. Die Einrichtung verblieb für 47 Jahre im Besitz von dessen Familie.
Um 1895 unterrichteten mehr als 100 Lehrer fast 1000 Schüler. Die Familie Krantz entwickelte das Profil einer Hochschule der Tonkunst mit verbundener Theaterschule und einem staatlichen Musiklehrerseminar. Neben den Einnahmen aus den Unterrichtsgebühren sowie öffentlicher Zuschüsse, wurde das Musikinstitut durch einen Patronatsverein finanziell unterstützt, den Franz Wüllner 1881 gegründet hatte. Das Konservatorium trug den Beinamen Hochschule für Musik und Theater. Außerdem wurden Kirchenmusiker ausgebildet und es bestand eine Volksmusikschule.
1921 wandte sich Krantz mit einer Eingabe gegen eine Umwandlung seines privaten Musikinstituts in eine Staatshochschule und redende Künste, die allerdings vom damaligen künstlerischen Leiter Georg Wille und der Professorenschaft getragen wurde. Von 1924 bis zu seiner Entlassung durch das NS-Regime 1933 war Paul Büttner Künstlerischer Leiter. Er wurde von Kurt Striegler abgelöst, der diese Position bis 1939 innehatte. In den 1940er Jahren war Walther Meyer-Giesow Künstlerischer Direktor.
Unter der Trägerschaft der Stadt Dresden entwickelte das Konservatorium sich zu einer Akademie für Musik, Theater und Tanz. Die künstlerische Berufsausbildung umfasste Orchesterschule, Kammermusikklassen, Chorschule, Chormeisterschule, Dirigentenschule, Seminar für Privatmusikerzieher, eine Abteilung für Schulmusik, eine Ausbildungsschule für Berufsschulpflichtige, Opernschule und Opernvorschule, eine Schauspielschule und eine Abteilung für Bühnentänzer und tänzerische Lehrberufe. Der Sitz der Musikakademie befand sich von 1938 bis 1945 am Seidnitzer Platz 6.
Emil Leibold erbaute bis 1951 in der Blochmannstraße im Stil des sozialistischen Klassizismus mit „Sandstein-Rustika“ und „Lisenenarchitektur“ ein neues Akademiegebäude mit 21 Unterrichtsräumen. Die Musikakademie wurde am 11. November 1952 zur Hochschule erhoben. Erster Direktor war Karl Laux. Nach sowjetischem Vorbild bestand sie aus einer Musik-Grundschule für 14- bis 18-Jährige, einem Konservatorium mit musikpädagogischem Seminar und einem Institut für Oper und Operette. 1959 erhielt die Hochschule den Namen Carl Maria von Weber verliehen. Im gleichen Jahr wurde das heute international anerkannte Studio für Stimmforschung gegründet. Es folgte die Gründung weiterer Institute in den letzten zwanzig Jahren.
2006 konnte die Hochschule ihr 150-jähriges Bestehen feiern. Zwei Jahre später wurde der Neubau mit dem Konzertsaal eingeweiht. 2014 kamen weitere Unterrichts- und Büroräume auf dem Gelände des Kraftwerks Mitte hinzu.
Die Hochschule ist Mitglied im KlangNetz Dresden und arbeitet darüber hinaus mit zahlreichen weiteren Projektpartnern aus Dresden und Sachsen zusammen. Dazu zählen unter anderem der Deutsche Akademische Austauschdienst (DAAD), die Dresdner Philharmonie, die Erzgebirgische Philharmonie Aue, die Hochschule für Bildende Künste Dresden, das Moritzburg Festival, die Elbland Philharmonie Sachsen, die Sächsische Akademie der Künste, der Sächsische Musikrat, das Staatsschauspiel Dresden und die Semperoper.

## Studiengänge und Institute
Als Studiengänge werden Orchestermusik, Gesang, Klavier, Dirigieren/Korrepetition, Komposition-Musiktheorie, Jazz/Rock/Pop, Instrumental- und Gesangspädagogik sowie Schulmusik angeboten. Im Aufbaustudium können darüber hinaus auch die Fächer Alte Musik, Rhythmik/EMP und Kammermusik studiert werden. Die Hochschule für Musik Dresden verfügt über das Promotionsrecht in den Fächern Musikwissenschaft, Musikpädagogik und Musiktheorie.
Schwerpunkte der Arbeit liegen u. a. in der Orchesterausbildung, die unter Einbeziehung zahlreicher Musiker aus den beiden großen Orchestern Dresdens stattfindet sowie der Opernklasse mit der Erarbeitung zweier kompletter Inszenierungen pro Studienjahr. Die Fachrichtung Jazz/Rock/Pop wurde im Herbst 1962 begründet und ist die älteste ihrer Art in Deutschland.
Zu den Forschungseinrichtungen gehören das Institut für Musikwissenschaft, das Institut für Musikalisches Lehren und Lernen, das Zentrum für Musiktheorie und das Institut für Musikermedizin mit dem Studio für Stimmforschung. Die Hochschule besitzt außerdem ein Studio für Elektronische Musik und ein Institut für Neue Musik. Der Hochschule angegliedert ist der Dresdner Kammerchor.
Dem Institut für Musikwissenschaft ist das Heinrich-Schütz-Archiv angeschlossen.
Aufführungen der Studenten finden zumeist im zentralen Hochschulgebäude am Wettiner Platz statt, das neben einem Kleinen Saal seit Oktober 2008 auch über einen von den Stuttgarter Hammeskrause Architekten entworfenen Konzertsaal mit 450 Zuschauerplätzen verfügt. Die Opernklasse nutzt gemeinsam mit dem Staatsschauspiel Dresden eine speziell nach den Erfordernissen des Musiktheaters ausgestattete Bühne in der Dresdner Neustadt. Regelmäßig gastiert die Hochschule für Musik auch an anderen Spielstätten der Stadt, u. a. der Semperoper, Schloss Albrechtsberg und dem Marcolinipalais.

## Rektoren
- nach 1945–1951: Fidelio F. Finke
- 1952–1963: Karl Laux
- 1963–1968: Hans-Georg Uszkoreit
- 1968–1980: Siegfried Köhler
- 1980–1984: Gerd Schönfelder
- 1984–1990: Dieter Jahn
- 1990–1991: Monika Raithel
- 1991–2003: Wilfried Krätzschmar
- 2003–2010: Stefan Gies
- 2010–2015: Ekkehard Klemm
- 2015–2018: Judith Schinker[18]
- 2019–2023: Axel Köhler
- seit 2024: Lars Seniuk

## Professoren und Hochschullehrer
- Mark Andre (* 1964)
- Olaf Bär (* 1967)
- Matthias Bätzel (* 1966)
- Barbara Beyer (* 1956)
- Till Brönner (* 1971)
- Malte Burba (* 1957)
- Felix Draeseke (1835–1913)
- Helmut Fuchs (* 1984)
- Holger Gehring (* 1969)
- Matthias Geissler (* 1946)
- Manuel Gervink (* 1957)
- Michael Griener (* 1968)
- Eckart Haupt (* 1945)
- Michael Heinemann (* 1959)
- Matthias Herrmann (* 1955)
- Jörn Peter Hiekel (* 1963)
- John Holloway (* 1948)
- Ramón Jaffé (* 1962)
- Annette Jahns (1958–2020)
- Theodor Kirchner (1823–1903)
- Ekkehard Klemm (* 1958)
- Josef Kratina (1862–1942)
- Matthias Liebich (* 1958)
- Igor Malinovsky (* 1977)
- Henri Marteau (1874–1934)
- Aleksandra Mikulska (* 1981)
- Franz Martin Olbrisch (* 1952)
- Aglaja Orgeni (1841–1926)
- Hans-Christoph Rademann (* 1965)
- Ludger Rémy (1949–2017)
- Hans-Jürgen Reznicek (* 1953)
- Peter Rösel (* 1945)
- Céline Rudolph (* 1969)
- Pauline Sachse (* 1980)
- Eric Schaefer (* 1976)
- Gustav Scharfe (1835–1892)
- Erich Schneider (1892–1979)
- Günter Sommer (* 1943)
- Gerd Starke (1930–2019)
- Manos Tsangaris (* 1956)
- Annette Unger (* 1962)
- Matthias Weichert (* 1955)
- Jörg-Peter Weigle (* 1953)
- Michael-Christfried Winkler (* 1946)
- You Ji-yeoun (* 1978)
- Arkadi Zenzipér (* 1958)
- Thomas Zoller (* 1954)

Diese Liste enthält nur Lehrkräfte mit eigener Wikipedia-Seite.